# Dicogamia

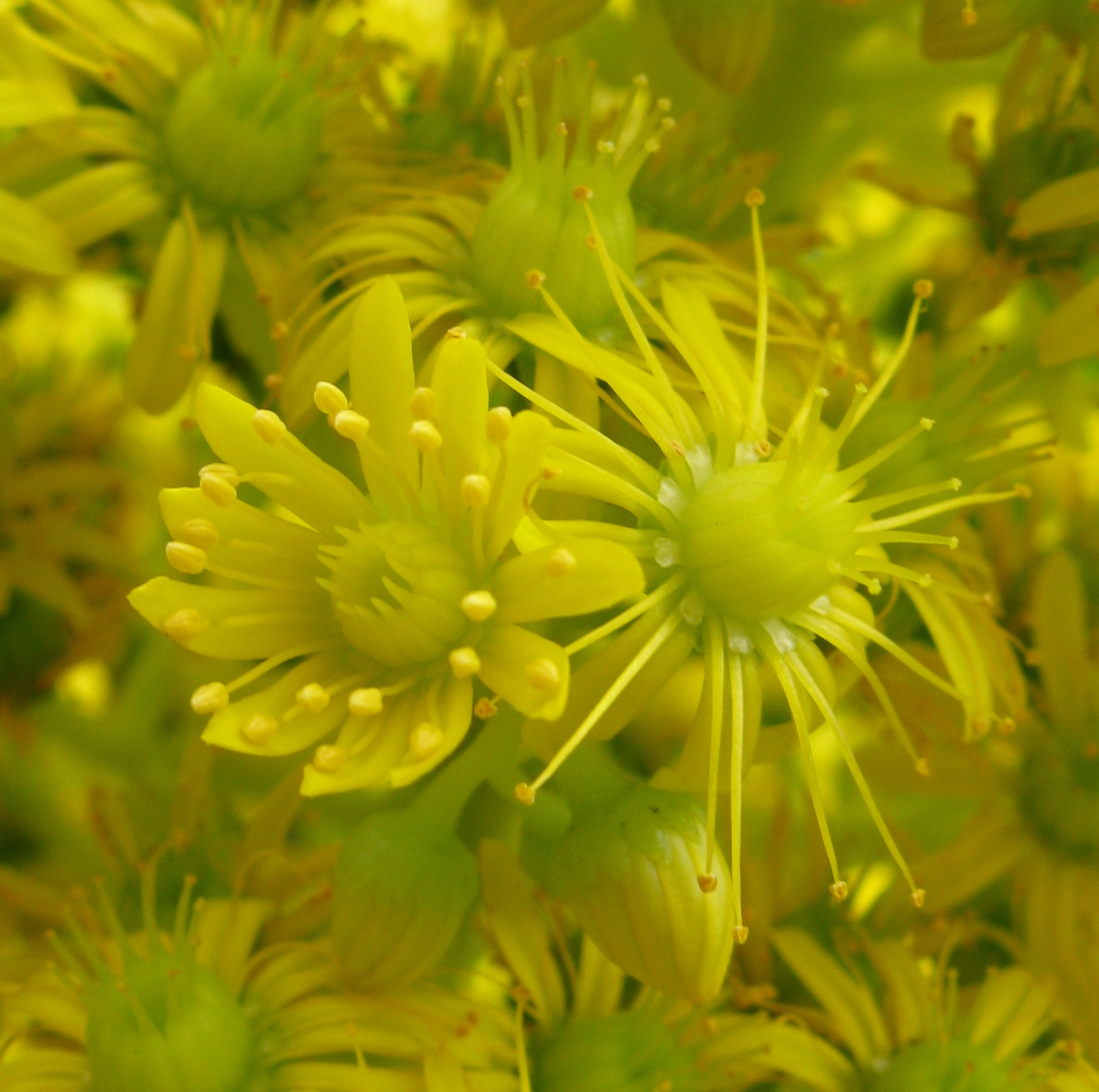
Protandria en Aeonium undulatum.

En el contexto de la sexualidad vegetal de las plantas con flores (angiospermas), la dicogamia describe la condición en la que en una especie vegetal monoica existe una separación temporal en la maduración de los sexos dentro de la misma flor o de la misma planta. 

## Características
Hay dos formas de dicogamia:
- la protandria, en la que la maduración del androceo precede a la del gineceo; favorece la alogamia y es la condición  más frecuente en especies con dicogamia intrafloral.[2]
- la protoginia, en la que, por el contrario, el gineceo madura antes que el androceo; está asociada con la alogamia, por lo que este proceso es un recurso evolutivo para asegurar la recombinación con otros individuos.[1][3]

Históricamente, la dicogamia ha sido considerada como un mecanismo para reducir la endogamia (por ejemplo, Darwin, 1862). Sin embargo, la proporción de especies dicógamas es similar tanto en plantas alógamas como en autógamas.
La duración del periodo de receptividad estigmática juega un papel central en la regulación del aislamiento entre sexos en las plantas dicógamas, y tal duración se halla influenciada por la humedad y la temperatura.